# Bob Eberly
Bob Eberly (Mechanicville (New York), 24 juli 1916 - Glen Burnie, Maryland, 17 november 1981) was een Amerikaanse zanger in het big band-tijdperk. Hij werkte bij het orkest van Jimmy Dorsey en was in die tijd een topzanger. Hij was een inspiratiebron voor Dick Haymes. Eberly was een broer van zanger Ray Eberle, die bij Glenn Miller werkte.
Eberly zong in clubs in en rond Hoosick Falls en werd daar ontdekt door Tommy en Jimmy Dorsey. Hij werd zanger bij de Dorsey Brothers Band in 1935 als vervanger voor Bob Crosby. Na het vertrek van Tommy bleef Eberly bij Jimmy Dorsey werken. Beroemd waren zijn duetten met Helen O'Connell (zoals 'Green Eyes', 'Amapola' en 'Tangerine'): veel mensen dachten dat ze ooit zouden trouwen. In december 1943 ging hij twee jaar in dienst (in de militaire band van Wayne King) en toen hij de draad weer op wilde pakken, bleek hij door het grote publiek te zijn vergeten. Hij ging solo (met niet al te veel succes) en zong voornamelijk in kleine clubs. In 1980 werd een long van hem verwijderd, maar Eberly bleef zingen. Evenals zijn broer overleed hij aan een hartaanval.
- Biblioteca Nacional de España: XX1012807
- Bibliothèque nationale de France: cb13943047b (data)
- International Standard Name Identifier: 0000 0000 5921 5015
- Library of Congress Control Number: n93071769
- MusicBrainz: a2f40a63-e8ef-42da-8a9a-02e8291f62d2
- Nationale Bibliotheek van Israël: 987007334429905171
- SNAC: w654619g
- Virtual International Authority File: 74042352
- WorldCat: E39PBJtmpxXyG6PJgbKK66pXVC